# Accipiter gentilis
El azor común (Accipiter gentilis) es una especie de ave accipitriforme de la familia Accipitridae. En España, su estado de conservación lo define como una especie de preocupación menor (LC). Recibe también los nombres de azor septentrional, azor norteño y gavilán azor. En la India se lo considera el ave estatal de Punyab.

## Características

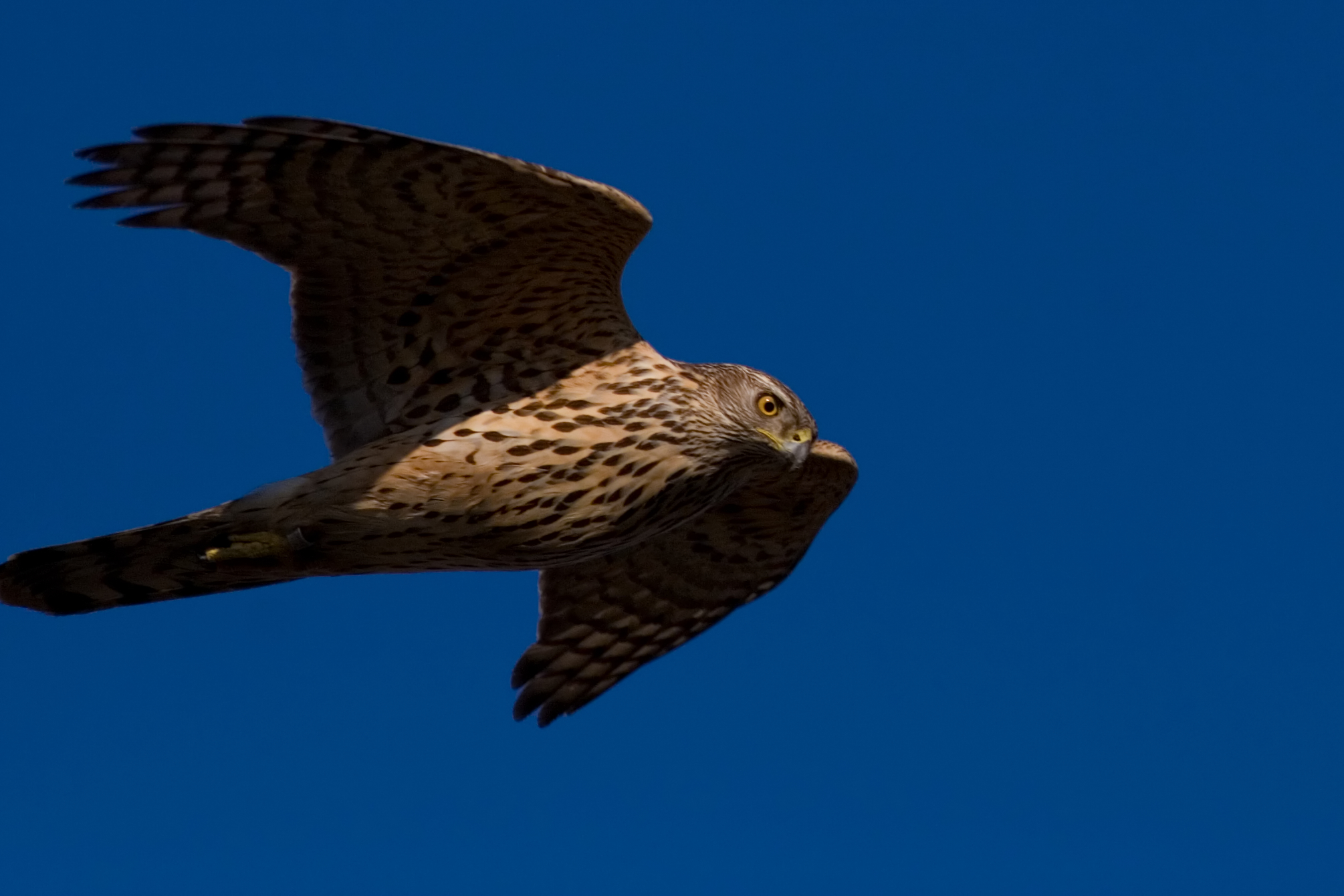
Un azor juvenil, en vuelo.

El azor común es de tamaño mediano (mide entre 48 y 58 cm; bastante similar a un ratonero) y su patrón de colores le asemejan a un halcón, aunque la especie se encuentra realmente emparentada con las águilas y muy especialmente con el gavilán. Su envergadura es de entre 100 y 120 cm, y como en todas las aves rapaces, el macho es de menor tamaño que la hembra. Los jóvenes presentan tonos claros: rojizo arriba y amarillo con grandes manchas de color pardo oscuro en la zona de abajo. Los adultos poseen una coloración parda ceniza, de tonos grises y negruzcos en la región superior, mientras que las partes inferiores son blanquecinas horizontalmente barradas en oscuro. Tienen dos manchas blancas por encima de sus grandes ojos y el iris es amarillo o naranja; estas últimas características son algunas de las más evidentes diferencias faciales con los halcones, que carecen de dichas manchas y cuyos iris son oscuros.
El azor común es un ave especializada en la caza en ecosistemas arbóreos; sus alas resultan cortas para su tamaño, y tienen los extremos redondeados; al mismo tiempo, su cola es proporcionalmente larga, para facilitar las maniobras bruscas, y barreada con 4 o 5 franjas oscuras. Estas características le permiten una gran movilidad y capacidad de maniobra en un ambiente con mucha vegetación, y sus cortas alas impiden que choque contra la foresta del bosque de forma que es capaz de volar sin problemas en un ambiente denso. Estas características cinegéticas le dieron su valor desde la antigüedad como ave predilecta en cetrería para cazar en el bosque.
Otra característica que comparte con las águilas es la forma de la cabeza y el pico, así como las garras, que son cortas, romas y muy fuertes, ya que el azor (al igual que las águilas) no mata a sus presas desnucándolas con el pico como hacen los verdaderos halcones, sino que lo hacen con la mera presión de sus garras.

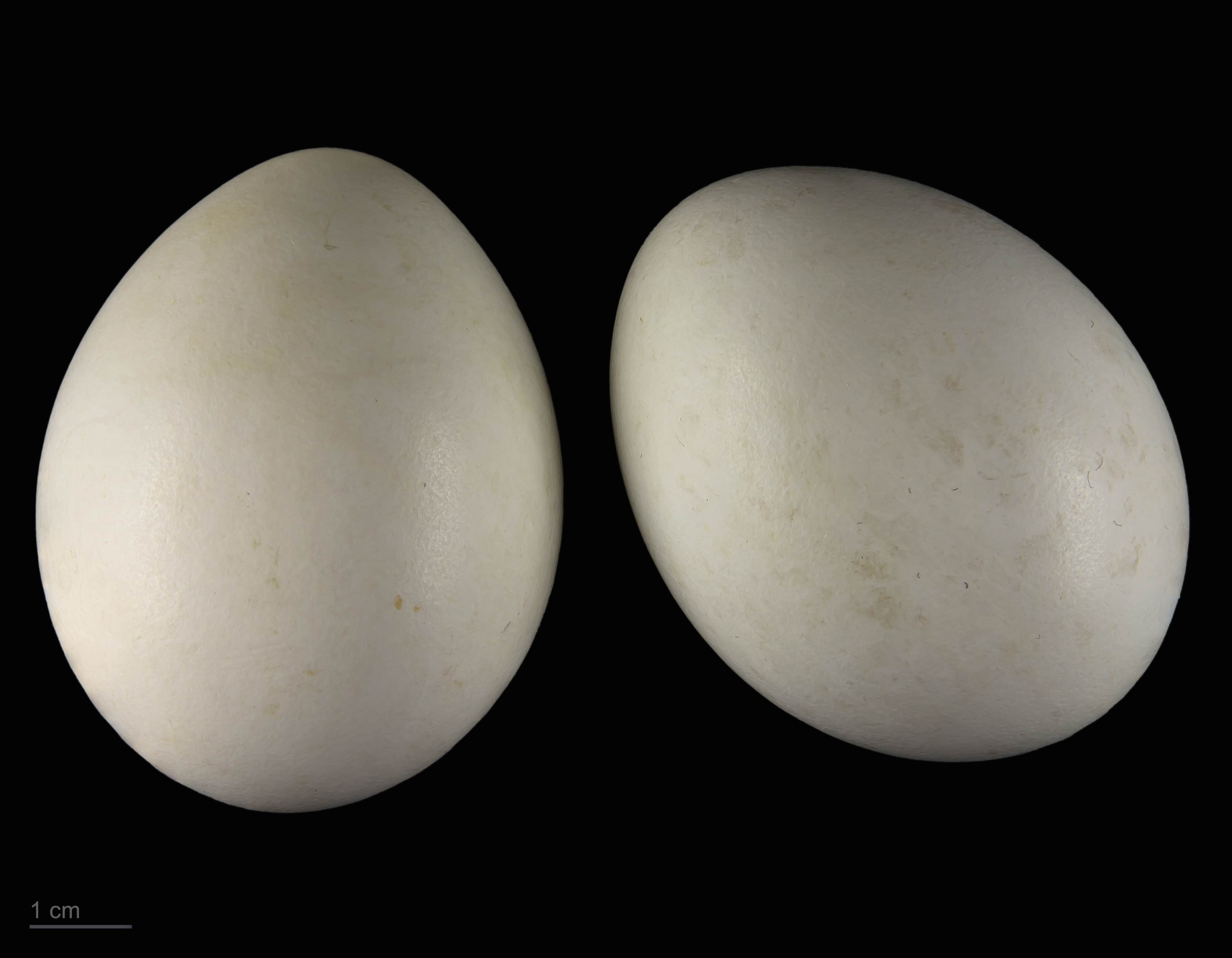
Accipiter gentilis - MHNT

## Distribución y hábitat
Habita en bosques densos, tanto de llanura como de montaña, y rara vez sale a campo abierto. Se lo puede encontrar en Europa, Asia y América septentrional. Está repartido por toda la península ibérica, sobre todo por el norte; sin embargo, no habita en las islas Baleares.

## Historia natural
Nidifica en los árboles. En el nido deposita de 3 a 4 huevos (más raramente de 1 a 5) en un intervalo de unos tres días. La incubación es realizada mayoritariamente por la hembra, la cual es alimentada por el macho durante el período que aquella dura, es decir entre 36 y 41 días. En las crías el plumaje aparece entre los 18 y 38 días; a los 40 días aproximadamente salen del nido y a los 45 realizan su primer vuelo propiamente dicho, alcanzando un elevado grado de independencia a los 70 días.
El azor común es un formidable cazador del bosque: persigue sus presas velozmente entre los árboles volando bajo con gran habilidad. Caza distintas especies de aves (cornejas, palomas, tordos, perdices, etc) y también pequeños mamíferos (conejos, liebres, ardillas, ratones, etc), así como lagartos e insectos. Acostumbra a cazar al acecho, posado en una atalaya o lugar privilegiado desde donde poder observar su territorio y localizar a sus posibles presas sin ser visto; una vez localizada, ataca siguiendo su ángulo muerto, normalmente desde abajo en el caso de un ave en vuelo, o a ras de suelo si su presa está en el suelo. Devora sus presas en el lugar donde las atrapó.
Es un ave diurna discreta y bastante difícil de ver, incluso más que su pariente de menor tamaño, el gavilán común (Accipiter nisus).

## Subespecies
Se conocen ocho subespecies de Accipiter gentilis :
- Accipiter gentilis gentilis - Europa y extremo noroeste de África.
- Accipiter gentilis arrigonii - Córcega y Cerdeña.
- Accipiter gentilis buteoides - norte de Eurasia (de Suecia al río Lena); invernante hasta Asia central.
- Accipiter gentilis bogama - noreste de Italia y extremo norte de Ucrania se diferencia por el "Spula" de la espalda.
- Accipiter gentilis albidus - del noreste de Siberia hasta la península de Kamchatka.
- Accipiter gentilis schvedowi - del noreste de Asia al centro de China; invernante hasta el norte de Indochina.
- Accipiter gentilis fujiyamae - Japón.
- Accipiter gentilis atricapillus - Norteamérica hasta el sur de Estados Unidos y oeste de México.
- Accipiter gentilis laingi - sudoeste de Canadá (archipiélago de la Reina Carlota y la isla de Vancouver).